# Trongsa (Distrikt)
Trongsa (ཀྲོང་གསར་རྫོང་ཁག་ krong gsar rdzong khag; auch: Tongsa) ist einer der 20 Distrikte (dzongkhag) von Bhutan. In diesem Distrikt leben etwa 19.960 Menschen (Stand: 2017). Das Gebiet Trongsa umfasst 1807 km². 
Die Hauptstadt des Distrikts ist Trongsa.
Der Distrikt Trongsa ist wiederum eingeteilt in 5 Gewogs:
- Dragteng Gewog
- Korphu Gewog
- Langthil Gewog
- Nubi Gewog
- Tangsibji Gewog